# Каня (Старгардський повіт)
Каня (пол. Kania) — село в Польщі, у гміні Хоцивель Старгардського повіту Західнопоморського воєводства.
Населення — 385 осіб (2011).
У 1975-1998 роках село належало до Щецинського воєводства.

## Демографія
Демографічна структура станом на 31 березня 2011 року:
|          | Загалом | Допрацездатний вік | Працездатний вік | Постпрацездатний вік |
| -------- | ------- | ------------------ | ---------------- | -------------------- |
| Чоловіки | 195     | 35                 | 136              | 24                   |
| Жінки    | 190     | 25                 | 88               | 77                   |
| Разом    | 385     | 60                 | 224              | 101                  |